# Saison 1 de Columbo
Chronologie
Saison 2
La saison 1 de la série télévisée Columbo comporte sept épisodes diffusés de septembre 1971 à février 1972.

## Épisode 1:Le Livre témoin
- États-Unis : NBC, 15 septembre 1971
- France : 1re Chaîne ORTF, 12 janvier 1973

Steven Spielberg,
- Photographie : Russell Metty (crédité Russell L. Metty)
- Musique : Billy Goldenberg
- Durée : 73 minutes

- Jack Cassidy (Ken Franklin) (VF : Jean-Claude Michel)
- Martin Milner (Jim Ferris) (VF : Pierre Fromont)
- Rosemary Forsyth Foch (Joanna Ferris) (VF : Jeanine Freson)
- Barbara Colby (Lilly LaSanka) (VF : Lily Baron)
- Lynnette Mettey (Gloria Jr.) (VF : Arlette Thomas)
- Bernie Kuby (Mike Tucker) (VF : Henry Djanik)
- Hoke Howell (sergent)
- Marcia Wallace
- Haven Earle Haley

Ken Franklin et James Ferris forment publiquement depuis de longues années un talentueux duo d'écrivains. Ken n'a aucun talent littéraire en réalité. Il fait bonne figure mais il est plutôt dans la communication, puisqu'en réalité tous les romans sont écrits par James. 
Lorsque ce dernier lui annonce son intention de faire cavalier seul, Ken n'entrevoit qu'une seule solution pour conserver sa réputation publique : le tuer. 
Ken entraîne son partenaire dans la maison de campagne de ce dernier (à plusieurs heures de route de Los Angeles) et le persuade d'appeler son épouse Joanna pour lui faire croire qu'il se trouve retenu dans leur bureau commun de travail, en ville. Une fois l'appel passé, Ken l'abat froidement. Grâce à cet appel téléphonique, tout laisse à croire que James a été abattu au travail. 
- Cet épisode a été écrit par Steven Bochco et réalisé par Steven Spielberg. À cette époque, le réalisateur, âgé de 25 ans, n'a pas encore réalisé son téléfilm Duel[1],[2].
- Première apparition de la Peugeot 403 garée devant la maison de la victime et lors de la visite par le lieutenant du commerce de Mademoiselle La Sanka après son meurtre. Il s'agit en réalité de la deuxième ou troisième apparition de la voiture. En effet, cet épisode a été tourné après le suivant, qui est le véritable premier épisode de la première saison. D'une façon générale, l'ordre de diffusion des épisodes à la télévision ne correspond pas forcément à l'ordre dans lequel ils ont été tournés.
- Dans cet épisode, l'assassin est amené à commettre un second crime. Par la suite, ce cas de figure se produit plusieurs fois dans la série.
- La deuxième victime est incarnée dans cet épisode par l'actrice Barbara Colby, assassinée quelques années plus tard à l'âge de 36 ans, en compagnie d'un autre comédien, James Kiernan. Le crime fut perpétré sur un parking de Los Angeles le 24 juillet 1975, alors que les deux acteurs venaient de donner un cours d'art dramatique. Les auteurs et le mobile demeurent aujourd'hui encore inconnus.
- Le portrait de madame Melville, l'héroïne des romans policiers, se retrouve dans la saison 6, épisode 3 "Les surdoués" dans la grande salle basse de la maison.

## Épisode 2:Faux témoin
- États-Unis : NBC, 6 octobre 1971
- France : 1re Chaîne ORTF, 5 janvier 1973

Bernard L. Kowalski
- Photographie : Russell Metty (crédité Russell L. Metty)
- Musique : Gil Mellé
- Durée : 73 minutes

- Robert Culp (détective privé Eye Brimmer) (VF : Jean-Claude Michel)
- Pat Crowley (Lenore Kennicut) (VF : Nicole Favart)
- Ray Milland (Arthur Kennicut) (VF : Louis Arbessier)
- Brett Halsey (Ken Archer) (VF : Denis Savignat)
- Eric James (Denning) (VF : Jacques Bernard)
- Lieux Dressler (Ceil Gentry) (VF : Michèle Montel)
- Don Keefer (médecin légiste)
- Len Wayland (capitaine de police)
- Barbara Baldavin (Jenny, la secrétaire de Bremmer) (VF : Francine Lainé)

Eye Brimmer est un détective privé très couru. Il est à la tête d’un important cabinet utilisant les techniques de pointe de l’époque, par exemple de nombreux gadgets miniaturisés. Le puissant magnat de la presse Arthur Kennicut vient d'utiliser ses services et va recevoir les résultats de sa requête : il soupçonne sa femme Lenore d’entretenir une liaison et il a demandé qu'elle se fasse suivre pour vérifications. L’enquête révèle que sa compagne a effectivement eu un amant (sur son lieu de golf) ; mais le détective affirme pourtant le contraire au mari trompé. Ce dernier, qui n'a pas conscience du double-jeu de Brimmer le croit, soulagé.
Brimmer a fait préalablement venir l’épouse infidèle dans un local de son bureau pour qu'elle puisse tout entendre du dialogue entre son époux et lui. Le détective agit de la sorte puisqu'il désire recevoir par son entremise des renseignements détenus par son mari. Cela rendrait Brimmer apte à réaliser divers chantages lucratifs. Il réclame à Léonore son aide sous peine que la vérité de ses écarts conjugaux soient divulgués à son époux. Lenore prend conscience de l'hypocrisie de son vis-à-vis et elle lui annonce qu’elle préfère par honnêteté tout révéler à Arthur. Dans un accès de colère face à une forme de défaite morale à laquelle il ne s'attendait pas, Brimmer la gifle violemment. La chute de Lenore contre un coin de table basse lui est fatale.
- Robert Culp est bien connu pour le rôle de Kelly Robinson dans  Les Espions (1965) où il partageait la vedette avec Bill Cosby (Alexander Scott). Il reviendra dans deux autres rôles d'assassin dans les épisodes 12 (2-3) Le Grain de sable (The Most Crucial Game) et 21 (3-4) Subconscient (Double Exposure). Il joue également le rôle de Jordan Rowe, père de Justin Rowe (Stephen Caffrey), l'un des deux jeunes assassins dans Criminologie appliquée en 1990. Il tournera 8 ans plus tard (1979) dans l'épisode pilote de Madame Columbo Le mystère de l'interphone (Word Games)
- C'est l'un des rares épisodes où l'assassin tue sa victime par pur accident et non par préméditation (avec celui de la saison 2, épisode 4 : S.O.S. Scotland Yard et celui de la saison 4, épisode 6 : État d'esprit). C'est également le seul montrant la modification de la scène de crime par deux images insérées sur deux verres de lunettes.
- Seconde apparition de la Peugeot 403. Columbo est contrôlé par un policier en moto pour un clignotant défectueux, et celui-ci l'accompagne sur le lieu de sa destination quand il apprend qu'il est lieutenant de police. En outre, il  doit faire changer son permis qui expire dans quelques jours.
- Le décor utilisé pour la luxueuse demeure de Arthur Kennicut (Ray Milland), reflétant son rang social élevé, est l'ex villa du magnat de la presse Randolph Hearst, utilisée par Francis Ford Coppola dans le film Le Parrain (durant la visite de Tom Hagen (Robert Duvall) au producteur hollywoodien Jack Woltz (John Marley)).
- En discutant avec Brimmer, Columbo lui démontre que l'assassin est obligatoirement gaucher. Puis il lui fait signer un reçu. Brimmer se met alors à écrire de la main gauche. Columbo lui fait remarquer que, justement, il cherche un gaucher et qu'il est gaucher. Brimmer continue alors à écrire de la main droite en disant qu'il est ambidextre et en précisant que 10 % de la population mondiale est ambidextre, comme lui (en réalité, 10 % environ de la population est gauchère, et une infime partie est ambidextre).
- En déposant le cadavre de sa victime, Brimmer laisse des empreintes très nettes des pneus de sa voiture dans le sol boueux, lesquelles ne seront pourtant pas relevées par la police.
- Ray Milland (apparaissant dans Le crime était presque parfait d'Alfred Hitchcock, aux côtés de Grace Kelly) incarne dans cet épisode le mari de la victime. Il réapparaît dans la saison 2, épisode 2 : Dites-le avec des fleurs, où il incarne Jarvis Goodland, l'auteur du meurtre.

Cet épisode illustre parfaitement ce que Lilian Mathieu appelle le "retournement de la domination" (p.7) :
- L'affrontement mis en scène dans cet épisode est clairement celui de la "petite fonction publique" (p.10), mal payée et en sous effectifs, à laquelle appartient Columbo, face au riche patron d'un cabinet de détectives privés. Eye Brimmer a lui-même quitté la police pour créer son cabinet et il explique à Columbo qu'il n'aurait autrement jamais pu se payer une villa au bord de la plage et des voitures de luxe. Il propose à Columbo de l'embaucher et lui offre la perspective d'une rémunération bien meilleure.
- La domination s'exprime dans la personnalité et les actes de Brimmer, personnage très autoritaire à l'égard de ses employés lesquels lui sont totalement soumis (p.10).
- Elle est bien entendu celle des hommes sur les femmes, exposée par le meurtre accidentel mis en scène, mais aussi lorsque Lenore Kennicut demande à Brimmer combien de femmes de puissants PDG il fait ainsi chanter. Celle-ci lui résiste courageusement et ne veut pas céder au chantage. Elle refuse la domination et la renverse en indiquant à Brimmer qu'elle va tout révéler à son mari, ce qui provoque la violence de son meurtrier (p.42).

## Épisode 3:Poids mort
- États-Unis : NBC, 27 octobre 1971
- France : 1re Chaîne ORTF, 26 janvier 1973

Jack Smight
- Photographie : Russell Metty (crédité Russell L. Metty)
- Musique : Gil Mellé
- Durée : 73 minutes

- Eddie Albert (général Martin Hollister) (VF : Claude Bertrand)
- Suzanne Pleshette (Helen Stewart) (VF : Jeanine Freson)
- Kate Reid (Nora Walters) (VF : Paule Emanuele)
- John Kerr (colonel Roger Dutton) (VF : Dominique Paturel)
- Val Avery (Harry Barnes) (VF : Raymond Loyer)
- Timothy Carey (Bert) (VF : Jacques Torrens)
- Clete Roberts (présentateur du journal télévisé)
- Glen Vernon (agent de police)
- Jimmy Pelham (agent de police)

Martin Hollister, prestigieux général en retraite reconverti dans les affaires, est aussi impliqué dans des marchés militaires truqués. 
Un après-midi, le colonel Dutton, son complice, vient à son domicile lui faire part d'une enquête en cours. Le subordonné lui indique qu'il entend pour sa part prendre la fuite, et l'assure qu'en tout état de cause, il ne le dénoncera pas. Mais, ne voulant courir aucun risque, Hollister l'abat avec son arme fétiche, le fameux pistolet à crosse de nacre qui a concouru à sa légende de héros de la Seconde guerre mondiale.
Le crime se déroule devant une baie vitrée donnant sur la marina de Newport Beach. Helen Stewart, qui naviguait avec sa mère sur un petit voilier et qui regardait par hasard dans cette direction, a vu le meurtre de loin. Sans bruit de détonation, sans cadavre, sans traces de sang, elle a bien du mal à convaincre autrui, à commencer par sa mère — qui était avec elle à naviguer, et qui n'a rien vu — mais aussi la police, circonspecte étant donné la personnalité de l'éventuel suspect. Le policier qui enregistre son témoignage préfère donc en référer à Columbo. 
Le lieutenant va rapidement voir le général. Grand seigneur, celui-ci l'accueille avec une courtoise condescendance. À première vue, il n'y a pas d'indices probants (le cadavre a entre-temps été dissimulé derrière un placard et il n'y a pas d'impact de balle visible ni de traces de sang dans la maison). Minutieux, l'assassin n'a laissé aucune trace apparente du crime. Mais il apprend de Columbo que quelqu'un - dont le lieutenant refuse de lui communiquer l'identité, c'est la procédure - a vu la scène de meurtre. 
Hollister parvient rapidement à identifier Helen et décide d'aller la voir chez elle directement.
Lorsque le lieutenant revient vers elle pour l'avertir que, faute d'indices, il va classer l'enquête, il apprend que le général est parvenu à remonter jusqu'à elle pour lui parler, curieux comportement qui rend Columbo suspicieux et l'incite à ne plus lâcher l'affaire.
Hollister embarque le cadavre dans son bateau puis s'en débarrasse une nuit dans la baie.
Le général s'applique ensuite à séduire la naïve Helen — proie d'autant plus facile que celle-ci, flattée par l'intérêt que lui porte un homme d'une telle envergure, sort d'un divorce et souhaite s'émanciper de la coupe de sa mère envahissante — pour l'amener à se rétracter et faire ainsi avorter l'enquête. 
- Eddie Albert qui incarne un militaire à la retraite était lui-même vétéran de la Seconde Guerre Mondiale. Il a combattu dans le Pacifique et il a reçu la Bronze Star Medal, prestigieuse récompense militaire américaine décernée pour acte héroïque.
- Le revolver à crosse de nacre fait nettement référence au revolver à crosse d'ivoire du général Patton, lui même vétéran et héros de la même guerre.
- Le meurtre ne se voit pas directement, c'est par la réaction d'Helen que l'on comprend qu'il se produit. De même, ce qu'il est advenu du défunt entre son assassinat et la venue de Columbo est indiqué au spectateur lorsque le policier part du domicile du Général (le cadavre a été ficelé derrière une porte que Columbo n'a pas ouverte).
- Eddie Albert était Oliver Wendell Douglas dans la série Les Arpents verts.
- Il y a une erreur dans la VF : lorsque Columbo est dans la villa de Hollister, ce dernier lui montre les armes qu'il envoie au musée. Il sort du coffre deux mitraillettes russes de type PPSh-41. Or, dans la VF, il les décrit comme des « CTSh-41 » (modèle n’existant pas).
- Dans la VO, il est dit que Hollister gère une entreprise de construction depuis sa retraite militaire. En VF, il est juste question d'une entreprise sans autres précisions.
- C'est le premier épisode dans lequel on peut rapidement lire le prénom du lieutenant (Frank) lorsqu'il présente son insigne, ici au général Hollister. Une autre occasion se présente lors de l'épisode Question d'honneur de la saison 5.
- Nora et Helen sont mère et fille, or dans la vie réelle, elles n'ont que sept ans d'écart (Kate Reid née en 1930 et Suzanne Pleshette née en 1937).

## Épisode 4:Plein cadre
- États-Unis : NBC, 17 novembre 1971
- France : 1re Chaîne ORTF, 27 décembre 1972

Hy Averback
- Photographie : Russell Metty (crédité Russell L. Metty)
- Musique : Billy Goldenberg
- Durée : 73 minutes

- Ross Martin (Dale Kingston) (VF : Roger Rudel)
- Don Ameche (Frank Simpson, le notaire) (VF : Jacques Berthier)
- Kim Hunter (Edna Mathews) (VF : Jacqueline Porel)
- Robert Shayne (Rudy Mathews) (non crédité)
- Rosanna Huffman (Tracy O'Connor) (VF : Perrette Pradier) (non créditée)
- Joan Shawlee (Mathilde, la directrice de la galerie) (non créditée)
- Vic Tayback (Sam Franklin, le peintre) (VF : Henry Djanik) (non crédité)
- Sandra Gould (la femme intéressée par le tableau du cactus rose) (non créditée)(VF : Lita Recio)
- Ray Kellogg (le vigile) (non crédité)
- Barney Phillips (capitaine Wyler) (non crédité)
- Curt Conway (Mr Evans, le maître d'hôtel) (non crédité)
- Dennis Rucker (Joe, le garçon de parking) (non crédité)
- Mary Wickes (la logeuse) (non créditée)
- Jack Nance (le jardinier) (non crédité)
- Ferguson (un policier) (non crédité)

Dale Kingston est critique d'art. Il tue un soir son oncle Rudy Mathews au domicile de ce dernier. La demeure où se déroule le meurtre est garnie de dizaines de tableaux de prix éparpillés sur tous les murs. L'assassin a conscience de la valeur des œuvres et prend soin de décrocher deux danseuses de Degas pour les voler immédiatement. Ces tableaux de petite taille sont les plus onéreux des lieux. Le meurtrier ne touche à aucune autre peinture. Il truque l'heure de la mort de sa victime avec une couverture chauffante (afin d’altérer la vitesse de refroidissement cadavérique). Il se fait ensuite remarquer assez bruyamment à l'heure (qui sera ensuite supposée) du décès dans une galerie d'art des environs. Le meurtrier a demandé à l'une de ses amies, Tracy O'Connor, de l'aider à commettre le crime. Elle doit agir en modifiant la scène de crime afin de permettre de rendre crédible une heure différente de celle réelle de l'assassinat.
Se fiant à l'heure trafiquée, supposée du décès, Columbo convient que l'alibi du neveu est bon. Il découvre ensuite qu'une femme est impliquée dans le crime puisqu'un témoin a entendu une personne en talons descendre rapidement les marches en ciment de l'entrée peu de temps avant la découverte du corps.
- Ross Martin est plus connu pour son rôle dans Les Mystères de l'Ouest. La méthode utilisée pour confondre le coupable est à rapprocher avec celle de l'épisode Meurtre au Champagne de la saison 11. L'alibi du meurtrier, obtenu en utilisant ostensiblement sa montre en public, est à rapprocher de celui de l'épisode Play Back, de même que les manipulations pour masquer l'heure du crime : avec une couverture chauffante posée sur le cadavre et un coup de feu tiré plus tard par une complice dans Plein cadre, avec un enregistrement vidéo diffusé en différé sur le moniteur du gardien dans Play Back. Cette méthode dite de la couverture chauffante et du coup de feu tiré par une complice pour masquer l'heure du crime est également employée dans "Le meurtre aux deux visages" en 1994 par Lauren Stanton (Faye Dunaway) et sa fille.
- L'atelier du peintre Sam Franklin a pour adresse La Cienega Boulevard.
- Au moment où il est assassiné, Rudy Mathews est en train d'interpréter l'étude no 3 en mi majeur op. 10, « Tristesse », de Frédéric Chopin.

## Épisode 5:Attente
- États-Unis : NBC, 15 décembre 1971
- France : TF1, 10 mai 1975

Norman Lloyd
- Photographie : Russell Metty (crédité Russell L. Metty)
- Musique : Billy Goldenberg (et Henry Mancini pour le thème)
- Durée : 72 minutes

- Susan Clark (Beth Chadwick) (VF : Perrette Pradier)
- Jessie Royce Landis (Madame Chadwick) (VF : Paule Emanuele)
- Richard Anderson (Bryce Chadwick) (VF : Jacques Deschamps)
- Leslie Nielsen (Peter Hamilton) (VF : Jean-Claude Michel)
- Joel Fluellen (Charles) (VF : Paul Mercey)
- Richard Bull (second détective)
- Garry Walberg (premier détective)
- Barbara Rhoades (hôtesse)
- Jon Lormer (juge)
- Frank Baxter (Fred)
- Susan Barrister (serveuse)

Bryce Chadwick est le PDG d'une grande compagnie familiale dont sa sœur Beth et leur mère sont actionnaires minoritaires. Il agit en tyran domestique avec sa propre sœur, qui est majeure, en pleine capacité de ses moyens et en bonne santé. Le frère se comportant avec Beth comme si elle était inapte à prendre des décisions pour elle-même. De fait, il s’octroie tout droit de regard à son propos, se mêlant de sa vie privée, de ses activités et de ses fréquentations. Sous le regard placide et appréciateur de leur mère qui prend fait et cause pour toutes les décisions de son fils, ce dernier interdit même à Beth de pouvoir épouser Peter Hamilton. C'est un brillant avocat et un membre du conseil d'administration. Le prétexte - bien commode et non vérifié - est qu'il puisse être « un coureur de dot ». 
Après une dispute retentissante avec son frère, Beth ne supporte plus la main-mise totale de celui-ci sur sa vie. Elle échafaude alors un stratagème. Le frère, la sœur et leur mère vivent dans une très grande maison, chacun dans des ailes différentes. Elle veut faire en sorte que Bryce se retrouve bloqué dehors en pleine nuit au retour du travail. Cela lui imposera donc de rentrer par une porte-fenêtre au rez-de-chaussée, au niveau de la chambre de Beth, afin qu'elle puisse l'abattre en prétendant l'avoir pris pour un rôdeur.
Bien que son plan ne se déroule pas tout à fait comme elle le prévoyait au départ, elle parvient quand même à le tuer.
Le prétendant aux épousailles qui venait de recevoir le soir même un courrier peu amène de Bryce veut avoir sans plus attendre une explication avec lui. Il arrive aux abords de la maison au même moment. Sans pour autant avoir vu ce qu'il s'est passé, il entend les coups de feu et l'alarme.
L'enquête, rondement menée, conclut à l'accident, thèse avalisée par la cour. Beth peut enfin prendre en main la destinée de l'entreprise, ce à quoi elle s’emploie immédiatement et non sans autoritarisme, tant vis à vis de sa mère que de son conseil d'administration, sommés de se soumettre ou de démissionner.
Cependant, Columbo reste perplexe : un journal du soir laissé par la victime sur la table d'entrée alors qu’elle est censée être entrée par la fenêtre, la commande par Beth d'une luxueuse voiture de sport quelques semaines auparavant, l'ampoule grillée sous le porche, impeccable bien qu'exposée aux intempéries, une trace de clé dans la terre du pot de fleur dans l'entrée, sont autant d’indices qui éveillent ses soupçons.
Enfin épanouie, mais devenue tranchante et péremptoire, Beth rudoie tout le monde, jusqu’à Peter qui, déconcerté, ne reconnait plus en cette « executive woman » autoritaire et expéditive la femme douce et patiente qui l’avait séduit.
Un épisode particulier à plus d'un titre :
- La scène du meurtre est montrée deux fois : en projet dans la tête de Beth, puis véritablement exécutée. Cela souligne ainsi les différences entre le plan envisagé et la réalité.
- C'est le seul épisode où l'assassin revendique clairement avoir tué la victime dès le début de l'enquête. La trame de l'épisode est ici de prouver qu'il s'agissait bien d'un meurtre prémédité et non d'un accident comme l'affirme la meurtrière. (dans l'épisode Meurtre en deux temps, l'assassin (du moins celui que l'on voit tirer sur la victime) admet rapidement son geste mais sachant que cela ne lui coûtera rien car Columbo venait de démontrer que celle-ci était déjà morte au moment des faits, sans que l'on voie la scène du « vrai » meurtre).
- Le Lieutenant ne piège pas le meurtrier avec une preuve décisive comme d'habitude, il se contente juste d'un témoignage tardif d'une des parties en cause, qui ne convaincrait sûrement pas un tribunal.
- Le temps écoulé entre la mise au point du crime et son dénouement est particulièrement long, étalé sur plusieurs mois.
- Bien que l'affaire soit jugée et l'accusée innocentée, Columbo poursuit son enquête jusqu'à l'arrestation de cette dernière

Plusieurs aspects de description sociale méritent attention, relevés notamment par Lilian Mathieu dans son ouvrage de 2013 : 
- On assiste à l'émancipation de la jeune femme qui était dominée par son frère, avec la bénédiction de sa mère (parce qu'il avait repris le nécessaire contrôle de la fille exercé par le père). Mais elle se révèle être une personne très ambitieuse dont la conduite semble excessive à son ami Peter : Beth préside le conseil d'administration de façon très autocratique, achète des tenues excentriques, une voiture de sport, annonce ses fiançailles avec Peter Hamilton sans même lui en avoir parlé, etc. Ce dernier lui dit qu'il ne la reconnait plus (p. 27 et 28)[3].
- Le rapport de classe entre Columbo et le milieu dans lequel il enquête apparaît clairement dans cet épisode avec la scène du taxi de la mère de Beth. Elle le prend pour un domestique et lui demande sèchement de porter ses bagages et de payer le taxi. Celui-ci s'exécute et laisse au taxi les onze dollars qu'il avait en poche. Quand il sollicite son remboursement, la mère de Beth lui demande sa carte pour lui envoyer un chèque. Columbo insiste, pensant ne jamais récupérer son argent (dix dollars 50 et 50 cents de pourboire pour lequel le taxi lui avait dit "merci Rockfeller !") (p. 76)[3].
- Le milieu décrit est celui de la très haute bourgeoisie américaine. La compagnie familiale est une entreprise de publicité. La maison, très grande, comme le fait remarquer Columbo, possède un somptueux jardin que l'on voit dans la première scène du petit déjeuner. Les domestiques sont noirs. Les scènes des achats de vêtements de Beth et de l'Institut de beauté ajoutent aussi à cette description d'une société d'une grande aisance matérielle à laquelle Columbo n'appartient pas et avec laquelle il se trouve totalement en décalage. Lorsqu'il entre dans l'institut de beauté, l'hôtesse d'accueil lui demande de déposer son cigare car l'odeur est incommodante pour les riches clientes (p. 78)[3].
- En contrepoint, on assiste à un amusant essai de rapprochement de la part de Columbo avec le chien de la mère de Beth, un petit roquet aussi peu aimable que sa maîtresse. Alors qu'il lui a apporté une friandise, le chien la refuse et lui aboie dessus. Et Columbo conclut : "j'avais pourtant pensé qu'on aurait pu devenir amis » comme actant que leurs deux mondes ne pouvaient l'être.
- C'est le premier épisode où l'on voit Columbo rouler avec la capote de sa 403 baissée. On peut également le voir rouler capote baissée dans l'épisode suivant "Accident" en 1972, dans "Match dangereux" en 1973, dans "La montre témoin" en 1976 (scène comique dans laquelle Columbo fait faire plusieurs fois le tour d'un grand massif de fleurs à Mac, un jeune inspecteur stagiaire et dans laquelle le suspect (Robert Vaughn) se retrouve serré sur la banquette avant entre Columbo et le chauffeur) et dans "Jeux d'ombres" en 1991, épisode dans lequel il dit que c'est la première fois depuis qu'il possède cette voiture qu'il baisse sa capote, ce qui est faux.
- On peut voir à 20:35 un échiquier sur la table. Les pièces ne sont pas disposées correctement. Lors d'une partie, l'échiquier doit être orienté de façon que le joueur ait devant lui en bas à droite une case blanche. C'est une erreur fréquemment commise sur les décors de films.

## Épisode 6:Accident
- États-Unis : NBC, 19 janvier 1972
- France : 1re Chaîne ORTF, 19 janvier 1973

Edward M. Abroms
- Photographie : Russell Metty (crédité Russell L. Metty)
- Musique : Gil Mellé (et Henry Mancini pour le thème Mystery)
- Durée : 72 minutes

- Roddy McDowall (Roger Stanford) (VF : Georges Poujouly)
- Anne Francis (Valerie Bishop) (VF : Francine Lainé)
- James Gregory (David Buckner) (VF : Jacques Berthier)
- Ida Lupino (Doris Buckner) (VF : Françoise Fechter)
- William Windom (Everett Logan) (VF : Raymond Loyer)
- Steve Gravers (sergent T. Samson) (VF : Jacques Deschamps)
- Lawrence Cook (Quincey) (VF : Daniel Gall)
- Rosalind Miles (Nancy) (VF : Arlette Thomas)
- Lew Brown (Farell)
- Jason Wingreen (le policier)

Roger Stanford est chimiste. Il travaille dans la grande compagnie familiale fondée par son père, et se trouve sans cesse en conflit avec son oncle, David Buckner, qui dirige l'entreprise. La situation est tendue entre les deux hommes, tous deux se détestant cordialement. David décide d'évincer son neveu de son travail et de l'entreprise par la persuasion et le chantage, s'aidant en cela de son chauffeur personnel qui trempe dans diverses combines et lui sert d'homme de main.
Pris de colère, Roger décide de piéger une boîte de cigares - son oncle en est un grand fumeur - qu'il va substituer à une autre dans la voiture de son oncle afin de s'assurer qu'il meure. Par coïncidence, David appelait au téléphone son épouse juste quelques instants avant l'explosion fatale en utilisant un téléphone de voiture (technologie de pointe à l'époque) ; n'étant pas présente directement au bout du fil, le message a été enregistré sur répondeur. L'explosion tue à la fois le chauffeur et le dirigeant de l'entreprise, sur une route de montagne, en soirée.
- Deux personnes meurent ici simultanément. Le chauffeur est un dommage collatéral mais nécessaire, ce qui rend cet épisode unique.
- Deux morts simultanées d'adultes, cela ne se produit que deux fois dans la série tout entière. L'épisode 7 de la saison 3 : Le Chant du cygne, décrit aussi un assassinat ciblant deux personnes mais il ne s'agit pas cette fois d'un dommage collatéral : les deux cibles étaient visées en même temps.
- La série a toujours été friande de gadgets technologiques. Nous voyons un répondeur-enregistreur sur bandes magnétiques demi-pouce, et un téléphone de voiture, tous deux ayant leur place dans l'intrigue.
- La voiture utilisée par Roger est le même modèle que celle achetée par Beth dans l'épisode "Attente" soit une Ferrari Daytona 365 GTB... à moteur V12 Colombo !!

## Épisode 7:Une ville fatale
- États-Unis : NBC, 9 février 1972
- France : 1re Chaîne ORTF, 2 février 1973

Peter Falk
- Photographie : Lloyd Ahern Sr. (crédité Lloyd Ahern)
- Musique : Gil Mellé (et Henry Mancini pour le thème Mystery)
- Durée : 72 minutes

- Patrick O'Neal (Elliot Markham) (VF : Raymond Loyer)
- Janis Paige (Goldie Williamson) (VF : Perrette Pradier)
- Pamela Austin (Jennifer Williamson) (VF : Michèle Montel)
- John Fiedler (le cardiologue) (VF : Pierre Leproux)
- Forrest Tucker (Bo Williamson) (VF : Claude Bertrand)
- Bettye Ackerman (Miss Sherman) (VF : Paule Emanuele)
- John Finnegan (Carl) (VF : Paul Mercey)
- Nick Dennis (le garde) (VF : Pierre Leproux)
- Robert Gibbons (employé urbanisme) (VF : Jean-Henri Chambois)
- Cliff Carnell (officier Wilson)
- Jimmy Joyce (ouvrier)

Elliot Markham, architecte ambitieux, fier et orgueilleux, s'est attiré l'admiration naïve de Jennifer Williamson, la nouvelle et jeune épouse de Bo Williamson, riche entrepreneur du Texas, toute aussi belle qu'elle est écervellée. 
Profitant de l'absence du mari parti pour un voyage d'affaires de longue durée en Europe, Markham parvient à convaincre la jeune épouse de lancer un vaste projet urbaniste futuriste. 
Au retour du Texan, le chantier est déjà commencé : des travaux de terrassement sont en cours et les fondations commencent à émerger. 
Bo veut tout faire arrêter immédiatement. Sanguin et colérique, il menace devant témoins l'architecte de représailles.
Pour éviter la ruine que causerait la fin du chantier, Markham l'assassine. 
Il lui est cependant indispensable de faire croire que sa victime est toujours en vie car le testament de Bo prévoit qu'à son décès sa veuve héritera, non de sa fortune, mais seulement des revenus de celle-ci, ce qui serait insuffisant pour poursuivre le chantier. 
Goldie Williamson, sa première épouse, émet pourtant de sérieux doutes sur la bonne santé du Texan. Loin d'être aussi écervelée que Jennifer, elle avait continué d'entretenir de très bons rapports avec son ancien compagnon. Leur habitude de se téléphoner très régulièrement s'étant arrêtée brutalement sans explication, elle ne voit comme seule raison logique que le décès de son ex-mari. Elle fait part de ses certitudes à Jennifer, qui ne la croit pas et se moque d'elle, ainsi qu'à la police tout aussi circonspecte.
Faute de corps ou d'éléments probants, l'enquête ne permet pas d'établir avec certitude la mort de Bo. 
Alors que sa voiture est ensuite retrouvée à l'aéroport, Columbo découvre, perplexe, que l'auto-radio est réglé sur une chaîne de musique classique, or le Texan n'apprécie que la country. 
- L'application de Columbo et son opiniâtreté sont ici fortement mis en scène dans un bâtiment où il se retrouve dépassé par la lourdeur administrative.
- Il s'agit de l'un des rares épisodes où un membre de l'entourage du défunt fait appel à la police pour suspicion de crime. L'épisode 7 de la saison 3, Le Chant du cygne utilise aussi ce procédé.
- On remarquera l'apparition de John Fiedler, dans le rôle du cardiologue. Ce petit homme s'est spécialisé dans les voix de dessins animés, notamment Porcinet (Piglet) dans les productions cinéma de Winnie l'ourson (Winnie the Pooh). Il a joué aussi de nombreux seconds rôles dans Ma sorcière bien-aimée, ainsi que celui du juré n°2 dans le film classique 12 hommes en colère
- Patrick O'Neal a joué le rôle de Franck Flanagan dans l'épisode "Meurtre parfait"
- Une curieuse erreur de mise en scène se produit au moment où le meurtrier quitte le ranch à bord de la voiture de la victime (11 min 36 s). En effet, loin devant lui dans les haies du jardin, une silhouette surgit et se rétracte aussitôt, sans doute un technicien qui pensait être « hors-champ ».
- À noter également dans cet épisode un faux raccord au moment où Columbo interroge Goldie en train de se faire masser dans sa chambre par une jeune femme japonaise. Elle demande au lieutenant de se tourner afin qu'elle puisse enfiler son peignoir. On voit l'actrice essayer de nouer la ceinture et comme elle n'y parvient pas, elle finit par la tirer complètement des passants et en entoure grossièrement son déshabillé (18 min 12 s). Or, dans le plan suivant (18 min 23 s), la ceinture ne fait mystérieusement plus le tour de sa taille mais est juste nouée par-dessous sur le devant du peignoir.
- Dans la VO, le prénom du personnage de Williamson est «Bo». Pour la VF, ce prénom curieux pour la langue française a été changé en «Bertie».
- Il s'agit du seul épisode réalisé par Peter Falk. Il avait réussi à négocier avec les producteurs la réalisation d'un épisode de la première saison, mais il n'a plus voulu se prêter au jeu par la suite.
- Dans la version française Elliot Markham et Bo Williamson sont tous les deux doublés par des comédiens, voix françaises régulières de John Wayne.
- L’épisode « La Ruée vers l'or » de la série Mentalist reprend l’indice de la musique différente entre le réglage de la radio et les goûts de la victime.